# A Touch of Class (formație)
A Touch of Class (numită și ATC) a fost un grup internațional eurodance din Germania, cei patru membri ai săi provenind fiecare din țări diferite — Joseph "Joey" Murray din Noua Zeelandă, Livio Salvi din Italia, Sarah Egglestone din Australia și Tracey Elizabeth Packham din Marea Britanie.

## Discografie

### Albume
- Planet Pop (US #56)
- Touch the Sky

### Single-uri
| 2000                                                                       | "Around the World (La La La La La)"        | 11 | 1  | 10 | 10 | 7  | 12 | 1  | 5  | 8  | 1  | - GER: Platină - AUT: Aur - SWI: Aur - FRA: Argint | Planet Pop    |
| 2000                                                                       | "My Heart Beats Like a Drum (Dam Dam Dam)" | 76 | 6  | 11 | 3  | 12 | 39 | 3  | 37 | 38 | 21 | - GER: Aur                                         | Planet Pop    |
| 2000                                                                       | "Why Oh Why"                               | —  | 16 | 39 | 15 | —  | —  | 16 | —  | —  | —  |                                                    | Planet Pop    |
| 2000                                                                       | "Thinking of You"                          | —  | —  | —  | —  | —  | —  | 46 | —  | —  | 51 |                                                    | Planet Pop    |
| 2001                                                                       | "I'm In Heaven (When You Kiss Me)"         | —  | 27 | —  | —  | —  | —  | 22 | —  | —  | 31 |                                                    | Touch the Sky |
| 2001                                                                       | "Call on Me"                               | —  | —  | —  | —  | —  | —  | —  | —  | —  | —  |                                                    | Touch the Sky |
| 2001                                                                       | "Set Me Free"                              | —  | —  | —  | —  | —  | —  | 44 | —  | —  | —  |                                                    | Touch the Sky |
| 2001                                                                       | "New York City"                            | —  | —  | —  | —  | —  | —  | —  | —  | —  | —  |                                                    | Touch the Sky |
| "—" denotes releases that failed to chart or not released in that country. |                                            |    |    |    |    |    |    |    |    |    |    |                                                    |               |